# タッチで楽しむ百人一首 DS時雨殿
タッチで楽しむ百人一首 DS時雨殿（タッチでたのしむひゃくにんいっしゅ ディーエスしぐれでん）は、2006年12月14日に任天堂より発売されたニンテンドーDS用ソフト。
京都市の『時雨殿』（現・嵯峨嵐山文華館）に設置していたアトラクションをベースに、小倉百人一首の歌人たちと対戦するモードや和歌の暗記トレーニング、京都における名所、歌枕や歌人ゆかりの地をナビゲーションする「ちどりの京案内」などのモードが収録されている。

## モード
かるた五番勝負
5人の歌人（歌人に扮した人物の実写映像）と対戦する。
- 清少納言

- 蝉丸

- 大弐三位

- 紫式部

- 権中納言定家

覚える
- 歌を覚える

語呂合わせで100首の歌を全て暗記する。ランダムで選択される5首を語呂合わせで記憶し、3巡（15回連続）でお手つきせずに取れるよう反復した後に「手合」で清少納言と対戦する。
時おり「抜打」モードが発動し、強制的に蝉丸と対戦する。
全ての歌を覚えると150秒以内に100枚の札を取れるか挑戦する「早取」モードが出現。
- 技を鍛える

5種類のミニゲームで20問連続正解を目指す。
- 目 - 札の一部がスポットライトで照らし出された後に、どの札かを当てる。
- 耳 - 同時に詠み上げられる複数の歌を聴き分けて回答する。
- 判断 - 他の札と重複していない札を全て取る。
- 記憶 - 制限時間内に札の位置を記憶し、裏返された札から提示された札を選択する。
- 勘 - 2～8枚の裏返された札に1枚だけ隠された「坊主」を引かないように選択する。

対戦
- DSで対戦

通信機能を使用し、最大4人までの対戦モード。
- かるたで対戦

実際に取り札を用意し、DS本体にランダムで札を詠み上げさせる。
ちどりの京案内
京都市内の百人一首にちなむ歌枕や名所の観光案内。タッチペンで行程を指示すると徒歩で移動した場合の距離や時間・消費カロリーを計算する機能が搭載されている。昭文社・まっぷるのデータを使用。

## タッチで覚える百人一首 ちょっとDSi時雨殿
タッチで覚える百人一首 ちょっとDSi時雨殿（タッチでおぼえるひゃくにんいっしゅ ちょっとディーエスアイしぐれでん）は、2010年11月4日に配信が開始されたニンテンドーDSiウェアである。
『タッチで楽しむ百人一首 DS時雨殿』の「覚える」と「かるたで対戦」を収録。